# Siseme minerva
Siseme minerva är en fjärilsart som beskrevs av Felder 1865. Siseme minerva ingår i släktet Siseme och familjen Riodinidae. Inga underarter finns listade i Catalogue of Life.